# Droga wojewódzka 527
Die Droga wojewódzka 527 (DW 527) ist eine polnische Woiwodschaftsstraße, die den Osten der Woiwodschaft Pommern mit dem Westen und der Hauptstadt der Woiwodschaft Ermland-Masuren verbindet. Auf einer Länge von 112 Kilometern stellt sie außerdem den Anschluss her der Woiwodschaftsstraßen DW 505, DW 513, DW 515, DW 519, DW 526, DW 528 sowie DW 598 untereinander und zu der Schnellstraße 7 bzw. Landesstraße DK 7 und den Landesstraßen DK 16, DK 51 und DK 53.
Im Abschnitt Pasłęk (Preußisch Holland) und Olsztyn (Allenstein) entspricht die DW 527 dem Verlauf der ehemaligen deutschen Reichsstraße 133.

## Streckenverlauf
- Woiwodschaft Pommern:
- Powiat Sztumski (Kreis Stuhm):
  - Dzierzgoń (Christburg) (→ DW 515: Malbork (Marienburg (Westpreußen)) ↔ Susz (Rosenberg (Westpreußen)))
- Woiwodschaft Ermland-Masuren:

- Powiat Elbląski (Kreis Elbing):
  - Protowo (Prothen)
  - Krupin (Ober Krapen)
  - Kwietniewo (Königlich Blumenau, 1931–45 Königsblumenau)

X ehemalige Reichsbahnstrecke (1893–1945) Elbing–Miswalde X
- - Rychliki (Reichenbach, Kr. Preußisch Holland)
  - Marwica (Klein Marwitz)
  - Jelonki (Hirschfeld)

~ Kanał Elbląski (Oberländischer Kanal) ~
- - Nowe Kusy (Neu Kußfeld)
  - Krosno (Krossen) (→ DW 513)
  - Krosno-Młyn (Mühle Krossen)
  - Pasłęk (Preußisch Holland) (→ S 7: Danzig–Elbląg (Elbing)–Ostróda (Osterode (Ostpreußen))–Warschau–Chyżne/Slowakei, DW 505: Frombork (Frauenburg)–Młynary (Mühlhausen (Ostpreußen))–Pasłęk, DW 513: Pasłęk–Orneta (Wormditt)–Lidzbark Warmiński (Heilsberg)–Wozławki (Wuslack) und DW 526: Pasłęk–Lepno (Löpen)–Przezmark (Preußisch Mark))

X Staatsbahnlinie Nr. 220: Olsztyn (Allenstein)–Bogaczewo (Güldenboden) X
- - Rogajny (Rogehnen)
  - Surowe (Schönau)
  - Kwitajny (Quittainen)

- Powiat Ostródzki (Kreis Osterode (Ostpreußen)):
  - Kalnik (Kahlau)
  - Łączno (Wiese)
  - Morąg (Mohrungen) (→ DW 519: Stary Dzierzgoń (Alt Christburg)–Małdyty (Maldeuten)–Morąg, DW 528: Morąg–Miłakowo (Liebstadt)–Orneta (Wormditt))

X PKP-Linie Nr. 220 (wie oben) X
- - Bramka (Himmelforth)
  - Zawroty (Schwenkendorf)
  - Florczaki (Eckersdorf)
  - Nowe Ramoty (Neu Ramten)
  - Łukta (Locken)
  - Pelnik (Pulfnick)

- Powiat Olsztyński (Kreis Allenstein):
  - Stękiny (Stenkienen)
  - Trojan (Trojahnmühle)
  - Wrzesina (Alt Schöneberg)
  - Giedajty (Gedaiten)
  - Warkały (Warkallen)
  - Gutkowo (Göttkendorf (Ort))
  - Olsztyn:
  - Olsztyn-Gutkowo (Göttkendorf (Stadtteil))
  - Olsztyn-Likusy (Lykusen/Likusen)

X PKP-Linie 220 (wie oben) X
- - Olsztyn (Centrum) (→ DK 16: Dolna Grupa (Niedergruppe)–Grudziądz (Graudenz)–Ostróda (Osterode (Ostpreußen)) ↔ Ełk (Lyck)–Ogrodniki/Litauen, DK 51: Bezledy (Beisleiden)/Russland–Lidzbark Warmiński (Heilsberg) ↔ Olsztynek (Hohenstein), DK 53: Olsztyn–Szczytno (Ortelsburg)–Ostrołęka (Ostrolenka, 1941–45 Scharfenwiese), und DW 598: Olsztyn–Zgniłocha (Gimmendorf))